# Liechtenstein op de Olympische Jeugdwinterspelen 2012
Liechtenstein was een van de landen die deelnamen aan de Olympische Jeugdwinterspelen 2012 in Innsbruck, Oostenrijk.

## Deelnemers en resultaten
(m) = mannen, (v) = vrouwen 

### Alpineskiën
| Olympiër   | Onderdeel           | Resultaat | Prestatie                        |
| ---------- | ------------------- | --------- | -------------------------------- |
| Manuel Hug | super g (m)         | -         | - (DNF)                          |
| Manuel Hug | supercombinatie (m) | 17e       | 1.45,79 (+5,34) (1.06,52, 39,27) |
| Manuel Hug | reuzenslalom (m)    | 18e       | 1.57,60 (+5,90) (1.00,44, 57,16) |
| Manuel Hug | slalom (m)          | 22e       | 1.27,98 (+9,62) (42,94, 45,04)   |

### Langlaufen
| Olympiër       | Onderdeel          | Resultaat | Prestatie         |
| -------------- | ------------------ | --------- | ----------------- |
| Martin Voegeli | 10 km klassiek (m) | 31e       | 33.20,5 (+3.51,7) |
| Martin Voegeli | sprint (m)         | 39e       | kwalificatie      |